# Playa Vicente (municipalité)
La municipalité de Playa Vicente est l'une des 212 municipalités de l'État de Veracruz, et est située dans la partie sud-est de cet État, au Mexique. Elle se situe dans l'intérieur des terres, au sud du golfe du Mexique, dans les confins sud-est de l'État de Veracruz, sur la limite administrative de l'État de Oaxaca. Appuyée au sud sur les piémonts de la Sierra Madre de Oaxaca, elle fait partie du bassin du fleuve Río Papaloapan. Elle est administrativement rattachée à la région Papaloapan, qui est une des 10 régions de l'État de Veracruz. Son chef-lieu est la ville éponyme de Playa Vicente.

## Géographie
La municipalité de Playa Vicente se situe dans la partie occidentale du bassin du fleuve Río Papaloapan, et est traversée par l'un de ses affluents, la rivière Tesechoacán, tandis qu'un autre affluent, rivière la Lalana forme sa limite orientale. Toutes deux prennent leur source plus au sud, dans le massif montagneux de la Sierra Madre de Oaxaca. Le territoire de la municipalité, qui couvre une superficie de 1174,2 km2, se situe sur les confins sud-est de l'État de Veracruz, et limitrophe sur trois côtés de celui de Oaxaca. Son chef-lieu homonyme, Playa Vicente, se trouve sur ses confins orientaux, sur la rive est de la rivière Tesechoacán. La municipalité était peuplée en 2010 de 40 984 habitants, pour une densité de 33,4 habitants par km2.
Son territoire est quasiment intégralement bordé à l'ouest, au sud et à l'est par la limite administrative avec l'État de Oaxaca, avec depuis l'ouest les municipalités de Loma Bonita, San Juan Bautista Tuxtepec, Santiago Jocotepec et San Juan Lalana. Vient ensuite au sud, appartenant à l'État de Veracruz, la municipalité de Santiago Sochiapan, puis l'État de Oaxaca reprend avec la municipalité de Santiago Yaveo au sud-est. Elle est ensuite limitrophe à l'est, dans l'État de Veracruz, des municipalités de San Juan Evangelista, Juan Rodríguez Clara, et au nord des municipalités de Isla et José Azueta.

## Composition et démographie
La municipalité était composée en 2015 de 357 localités, dont 4 étaient considérées comme urbaines, les autres étant rurales.
| Localité            | Population |
| ------------------- | ---------- |
| Playa Vicente       | 9083       |
| Nuevo Ixcatlán      | 3770       |
| Abasolo del Valle   | 3691       |
| El Nigromante       | 2594       |
| Arenal Santa Ana    | 1551       |
| Reste des localités | 20 295     |
| Total population    | 40 984     |

En plus de l'espagnol, plusieurs langues amérindiennes sont parlées dans la municipalité, dont les principales sont par ordre d'importance : le zapotèque, le mazatèque, le chinantèque et le mixtèque.

## Histoire
La municipalité est créée par décret en 1873.
En 1930, le chef-lieu Playa Vicente est élevé au rang de ville, et prend le nom de Venustiano Carranza. La ville reprend cependant son nom originel en 1937.

## Économie

### Agriculture et élevage
La superficie des parcelles semées représentait, en 2019 une surface totale de 10 101 hectares, parmi lesquels 7602 hectares voués à la culture du maïs, 898 hectares voués à la culture de l'ananas et 752 hectares voués à la culture de l'hévéa.
En 2019, la production de viande par tonnes comprenait 10 176,2 tonnes de viande bovine, 672 tonnes de viande porcine, 60,7 tonnes de viande ovine, 443,7 tonnes de volailles et 21,7 tonnes de dinde. La superficie vouée à l'élevage représentait alors 110 449 hectares.